# Corydalis scaberula
Corydalis scaberula är en vallmoväxtart som beskrevs av Carl Maximowicz. Corydalis scaberula ingår i släktet nunneörter, och familjen vallmoväxter. Inga underarter finns listade i Catalogue of Life.